# Francisco Javier Sánchez Vallés
Francisco Javier Sánchez Vallés (Valladolid, España, 25 de mayo de 1959) es un exfutbolista español que se desempeñaba como defensa.

## Clubes
- Información:.[2]

| Club                      | País          | Año           | PJ  | G  |
| ------------------------- | ------------- | ------------- | --- | -- |
| Real Valladolid Promesas  | España        | 1977 - 1978   |     |    |
| Real Valladolid Deportivo | España        | 1977 - 1987   | 284 | 11 |
| Real Betis Balompié       | España        | 1987 - 1990   | 38  | 1  |
| Total carrera             | Total carrera | Total carrera | 322 | 12 |

## Palmarés

### Como jugador

#### Trofeos nacionales
| Título          | Club                      | Lugar               | Año  |
| --------------- | ------------------------- | ------------------- | ---- |
| Copa de la Liga | Real Valladolid Deportivo | Madrid y Valladolid | 1984 |